# Lothar Spillmann
Lothar Spillmann (* 11. April 1938 in Münsterberg, Schlesien) ist ein deutscher Wahrnehmungspsychologe und Neurowissenschaftler.

## Leben
Spillmann studierte Philosophie an der Universität Würzburg (1958–1959), Psychologie und Genetik an der Universität Münster (1959–1962) und Physiologie an der Universität Freiburg (1962–1964). Dort beeinflusste ihn besonders der von ihm verehrte Neurologe Richard Jung, und dort wurde er 1964 mit einer Arbeit Zur Feldorganisation der visuellen Wahrnehmung beim Menschen zum Ph.D. promoviert. Es folgten Forschungsaufenthalte am Department of Psychology des Massachusetts Institute of Technology in Cambridge (Massachusetts) (1964–1966) und am Department of Retina Research der Retina Foundation in Boston (1966–1970). Anschließend war er als Klinischer Assistent an der Massachusetts Augen- und Ohrenklinik der Harvard Medical School in Boston tätig. Von 1971 bis 1994 leitete er das Psychophysische Labor der Neurologischen Klinik der Universität Freiburg. 1978 habilitierte er sich. 1994 bis 1998 war er Dozent am Institut für Biophysik und Strahlenbiologie der Universität Freiburg, 1998 wurde er auf eine Professur am Institut für Anatomie der Universität Freiburg berufen (Arbeitsgruppe Hirnforschung), die er bis zu seiner Emeritierung 2005 innehatte. Seine Forschung wurde in mehreren Sonderforschungsbereichen (SFBs) der Deutschen Forschungsgemeinschaft gefördert, von 1970 bis 1985 in Richard Jungs SFB 70 Hirnforschung und Sinnesphysiologie, dann in dem von Michael Frotscher, Klaus Starke und Burkhart Fischer (1943–2014) gegründeten SFB 325 Modulation und Lernvorgänge in Neuronensystemen.
1999 lehrte er als Gastprofessor an der Université Louis Pasteur in Straßburg, 2006 am Department of Ophthalmology & Visual Science der University of California, 2009 bis 2012 am Graduate Institute for Neural and Cognitive Sciences der China Medical University in Taichung (Taiwan). 2012 war er als "Harris Distinguished Visiting Professor" am Department of Psychology and Brain Sciences des Dartmouth College in Hanover (USA) tätig, 2013 im Rahmen des Teaching Exchange Fellowship am Department of Psychology der University of Hong Kong.
Spillmanns hauptsächliche Forschungsgebiete im Bereich der Wahrnehmungspsychologie und Neurowissenschaften sind die neurophysiologischen Korrelate der visuellen Wahrnehmung, die visuellen Illusionen, die Hell-/Dunkel-Adaptation, die Farbwahrnehmung, die Organisation des Wahrnehmungsfeldes und die Figur-Grund-Wahrnehmung. 2003 entdeckte er mit Baingo Pinna und John S. Werner den Wasserfarbeneffekt. 2005 veröffentlichte er auf Grundlage seiner jahrzehntelangen Erfahrung einen Rückblick und Ausblick zur „Lage der psychophysischen Sehforschung in Deutschland“. Sein Engagement für die Anwendung wissenschaftlicher Erkenntnisse aus der Wahrnehmungsforschung zeigt sich unter anderem in seiner Meta-Studie "Stopping the rise of myopia in Asia" (2019), in der er als Hauptursache der Zunahme von Kurzsichtigkeit in einigen asiatischen Ländern in den letzten 60 Jahren den angestiegenen schulischen Druck und die damit verbundene Zunahme der Zeit belegt, die mit Lesen bei schlechter Beleuchtung und vor Bildschirmen verbracht wird.
Spillmann, der bei Wolfgang Metzger studiert und promoviert hat, ist ein profunder Kenner der Gestalttheorie, zu der er eine Reihe eigenständiger Beiträge geleistet hat.  Er ist Mitglied des Advisory Board der internationalen multidisziplinären Zeitschrift Gestalt Theory und hat in den letzten Jahren für das Erscheinen englischer Übersetzungen bedeutender gestaltpsychologischer Grundlagenwerke der Wahrnehmungspsychologie gesorgt, Wolfgang Metzgers Gesetze des Sehens / Laws of Seeing und Max Wertheimers Experimentelle Untersuchungen über das Sehen von Bewegung (1912) / Experimental Studies On Seeing Motion sowie Untersuchungen zur Lehre von der Gestalt (1923) / Investigations On Gestalt Principles.

## Ausgewählte Publikationen
Bücher (Herausgeber und Mit-Autor)
- mit B. R. Wooten (Hrsg.): Sensory Experience, Adaptation und Perception. Festschrift for Ivo Kohler. Erlbaum, Hilldale, N.J. 1984, ISBN 1-134-92106-3.
- mit J. S. Werner (Hrsg.): Visual Perception: The Neurophysiological Foundations. Academic Press, NY, 1990, ISBN 0-12-657676-9.
- mit P. Bressan (Hrsg.): Contextual Effects on Color Appearance. Perception, 2 Special Issues, 1997.
- mit S. Lehar, M. Stromeyer und M. Wertheimer: Laws of Seeing. Translation of W. Metzger's Gesetze des Sehens. MIT Press, Cambridge 2006, ISBN 0-262-51336-6.
- als Hrsg.: Max Wertheimer. On Perceived Motion and Figural Organization. MIT Press, Cambridge, MA 2012, ISBN 978-0-262-01746-6.

Buchbeiträge (ab 1996)
- mit Walter H. Ehrenstein: From Neuron to Gestalt - Mechanisms of Visual Perception. In: R. Greger, U. Windhorst (Hrsg.): Comprehensive Human Physiology. Springer-Verlag, Heidelberg 1996, S. 861–893.
- mit H. Knau: Failure of brightness and color constancy under prolonged Ganzfeld stimulation. In: SPIE Proceedings. Band 2657, 22. April 1996, S. 19–29.
- Wie das Gehirn sieht. In: Experimentelle und theoretische Hirnforschung. Freiburger Universitätsblätter. Heft 134, 1996, S. 9–47.
- The rotating dandelion: A new entoptic phenomenon? In: V. Lakshminarayanan (Hrsg.): Basic and Clinical Applications of Vision Science. Kluwer Academic Publ., Dordrecht 1997, S. 119–121.
- mit P. DeWeerd: Mechanisms of surface completion: Perceptual filling-in of texture. In: L. Pessoa, P. DeWeerd (Hrsg.): Filling-in: From Perceptual Completion to Cortical Reorganization. Oxford University Press, Oxford 2003, S. 81–105.
- mit J. S. Werner: Floyd Ratliff: The neural foundations of perception. In: G. Kimble, M. Wertheimer (Hrsg.): Portraits of Pioneers in Psychology. Band 5, L. Erlbaum, Mahwah, NJ 2003, S. 333–343.
- mit W. H. Ehrenstein: Gestalt factors in the visual neurosciences . In: L. Chalupa, J. S. Werner (Hrsg.): The Visual Neurosciences. MIT-Press, Cambridge, MA 2004, S. 1573–1589.
- mit B. Pinna und J. S. Werner: Shape-from-watercolour in perception and old maps. In: M. R. M. Jenkin, L. R. Harris (Hrsg.): Seeing Spatial Form. Oxford University Press, Oxford 2005, S. 153–164.
- From perceptive fields to Gestalt. In: S. Martinez-Conde, S. Macknik, L. Martinez, J.-M. Alonso, P. Tse (Hrsg.): Visual Perception II, Fundamentals of Awareness, Multi-Sensory Integration and Higher Order Perception. (= Progress in Brain Research. Band 155). Elsevier, Amsterdam 2006, S. 67–92.
- mit W. H. Ehrenstein und Viktor Sarris: Gestalt issues in modern neuroscience. 2003. (PDF; 323 kB)
- Frühe Gestaltideen im Werk von Theodor Waitz, Johann Friedrich Herbart und Ernst Mach. 2015. (PDF; 240 kB)
- Gestalt Psychology Alive in Taiwan. 2010. (PDF; 217 kB)